# Anisodes contractata
Anisodes contractata là một loài bướm đêm trong họ Geometridae.